# Pseudoboa coronata
Espèce
Pseudoboa coronata  est une espèce de serpents de la famille des Dipsadidae.

## Répartition
Cette espèce se rencontre en Amérique du Sud, à l'exception du Chili, de l'Argentine, du Paraguay et de l'Uruguay.

## Publication originale
- Schneider, 1801 : Historiae Amphibiorum naturalis et literariae. Fasciculus secundus continens Crocodilos, Scincos, Chamaesauras, Boas. Pseudoboas, Elapes, Angues. Amphisbaenas et Caecilias. Frommani, Jena, p. 1-374 (texte intégral).